# Берёза, Михаил Карпович
Михаил Карпович Берёза — советский хозяйственный и государственный деятель, лауреат Государственной премии СССР за выдающиеся достижения в труде.

## Биография
Родился в 1942 году в селе Старая Ушица. Член КПСС.
Окончил Джанкойское училище механизаторов.
В 1967—1994 — машинист экскаватора, в 1995—2002 — мастер формовочного цеха, в 2002—2017 — оператор бетоносмесительной установки ПМК-84 треста «Крымводстрой».
Делегат XXVI съезда КПСС.
За высокую эффективность и качество работы при эксплуатации и ремонте с/х техники, в водохозяйственном и сельском строительстве был в составе коллектива удостоен Государственной премии СССР за выдающиеся достижения в труде 1985 года.
Заслуженный мелиоратор Украинской ССР.
Живёт в Евпатории.

## Награды
- Орден Ленина (1986)
- Орден Трудового Красного Знамени (1977)
- Орден Знак Почёта (1974)